# Manoir de Purila
Le manoir de Purila (estonien : Purila mõis ; allemand : Purgel) est un manoir du comté de Rapla, en Estonie.

## Situation
Le manoir de Purila est situé près du village de Purila, dans l'ancienne commune de Juuru, aujourd'hui dans la municipalité de Rapla, à l'ouest du bourg de Juuru. Il se trouve au sud de la capitale, Tallinn, et au nord de Rapla.

## Description

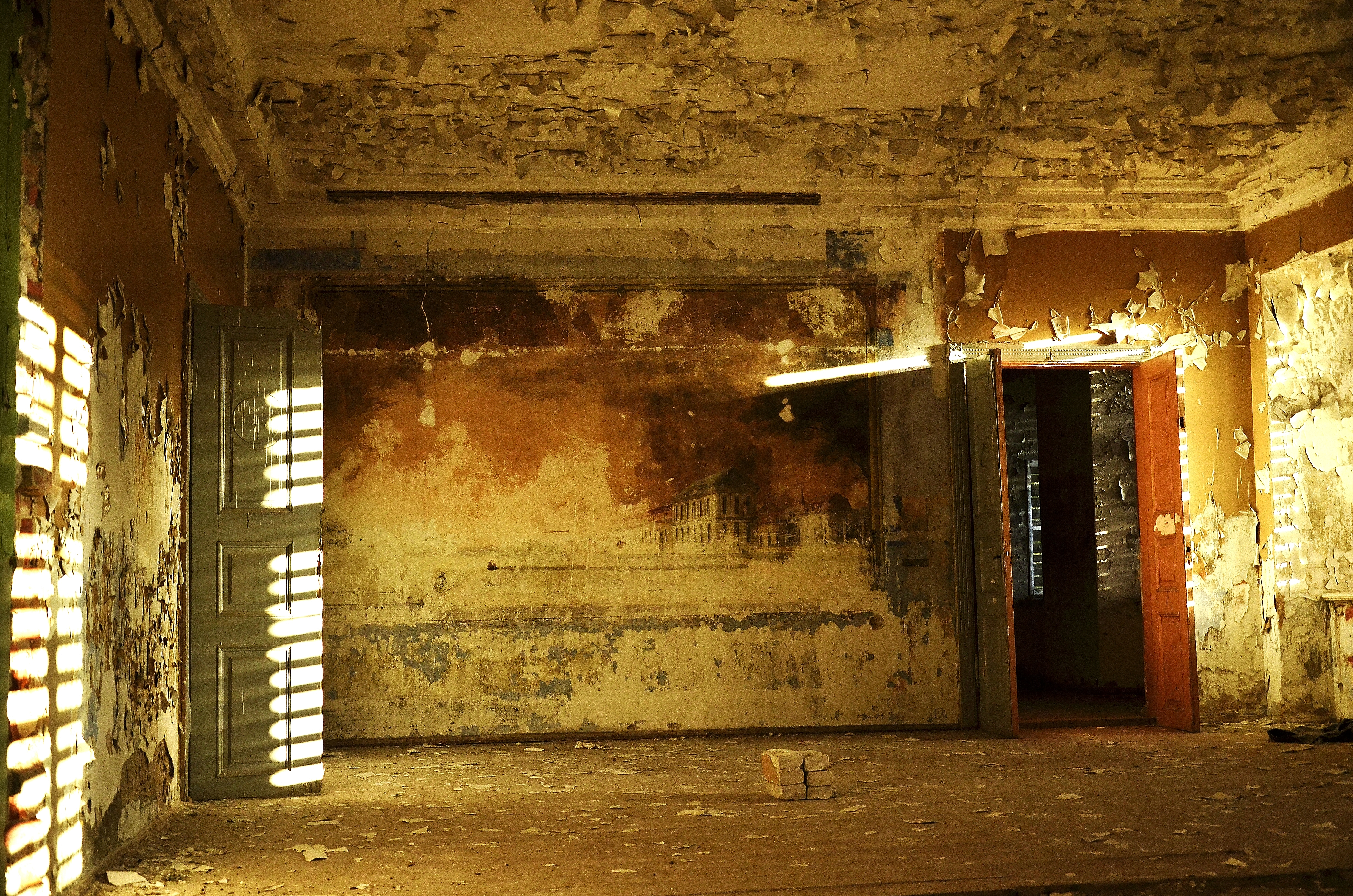
Un salon du manoir de Purila.

Le manoir, construit dans son état actuel au début du XIXe siècle, comprend deux niveaux, plus un niveau de combles. La façade principale comporte sept travées et elle est entourée de deux ailes en légère saillie. Un porche central est constitué d'une terrasse accessible du premier étage, supportée par quatre piliers.
L'extérieur et l'intérieur de l'édifice sont dans un grand état de délabrement.
Le manoir est situé dans un parc.

## Histoire
La présence d'un château à cet endroit est attestée dès 1513 ; il dépendait alors du monastère de Pirita. Le château actuel date du début du XIXe siècle, avec des remaniements vers 1930. Il a appartenu à Friedrich Gustav von Helffreich (1759-1845). Entre les deux guerres mondiales, il a abrité une école pour futurs éleveurs. Après la Seconde Guerre mondiale, il a été occupé par l'armée soviétique.
Le manoir a été inscrit le 17 juin 1998 dans la liste des monuments culturels de l'Estonie.